# Thomas Schauerte

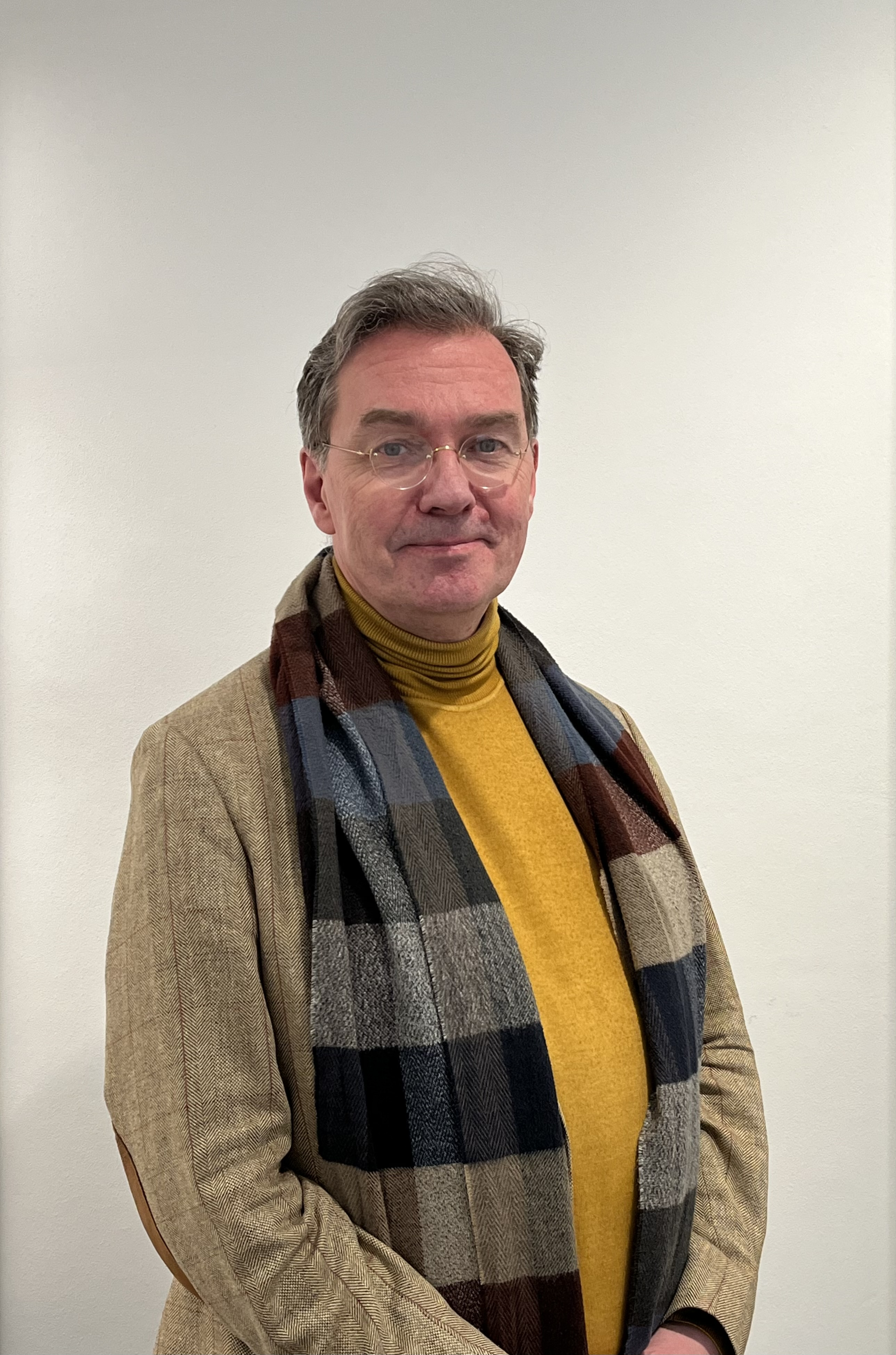
Thomas Schauerte (2025)

Thomas Schauerte (* 18. Januar 1967 in Aachen) ist ein deutscher Kunsthistoriker und Direktor der Museen der Stadt Aschaffenburg. Seine Forschung konzentriert sich auf das Werk Albrecht Dürers.

## Leben
Thomas Schauerte wurde 1967 in Aachen geboren und legte 1986 in Bayreuth sein Abitur ab. Nach dem Wehrdienst begann er ein Studium der Anglistik und Geschichte an der Universität Bayreuth. Dort wurde er Mitglied im Corps Pomerania-Silesia Bayreuth. 1988 wechselte er an die Freie Universität Berlin, später an die Friedrich-Alexander-Universität Erlangen-Nürnberg, wo er 1996 seinen Magisterabschluss in Kunstgeschichte, Neuere Geschichte und Christliche Archäologie erlangte. Seine Abschlussarbeit widmete er dem druckgraphischen Werk Albrecht Altdorfers. 1999 wurde er an der Freien Universität Berlin mit einer Dissertation über Albrecht Dürers „Ehrenpforte für Kaiser Maximilian I.“ promoviert.
Nach freier Mitarbeit am Germanischen Nationalmuseum Nürnberg (2000 bis 2002) erhielt er ein Forschungsstipendium an der Herzog August Bibliothek Wolfenbüttel. Parallel dazu nahm er Lehraufträge an mehreren Universitäten wahr, darunter Berlin, Heidelberg, Trier und Düsseldorf, Osnabrück, Erlangen und Regensburg. Von 2001 bis 2003 war er wissenschaftlicher Kurator der Ausstellung „Albrecht Dürer: Das große Glück. Kunst im Zeichen des geistigen Aufbruchs“ in Osnabrück. Es folgten weitere kuratorische Projekte, darunter der „Der Kardinal. Albrecht von Brandenburg, Renaissancefürst und Mäzen“ bei der Stiftung Moritzburg – Kunstmuseum des Landes Sachsen-Anhalt.
2007 erhielt er ein Habilitationsstipendium des Historisch-Kulturwissenschaftlichen Forschungszentrum der
Universität Trier. Im selben Jahr wurde er als Guest Curator an der Academy of Arts in Honolulu-Hawaii eingeladen.
Ab dem 1. August 2009 übernahm Schauerte die Leitung des Albrecht-Dürer-Hauses sowie der Graphischen Sammlung der Museen der Stadt Nürnberg. 2013 wurde er Gesamtleiter der neu gegründeten „Kunstsammlungen der Stadt Nürnberg“. Ab 2015 verantwortete er das Stadtmuseums Fembohaus.
Seit 1. April 2019 ist Thomas Schauerte Direktor der Museen der Stadt Aschaffenburg. 2021 wurde er zum 1. Vorsitzenden des Kirchnerhaus Vereins Aschaffenburg e.V. gewählt, der das Geburtshaus von Ernst Ludwig Kirchner als Gedenk- und Ausstellungsstätte betreibt.
Am 15. April 2024 wurde ihm für seine Habilitationsschrift „Das totale Kunstwerk: Haus und Kirche des Egid Quirin Asam in München“ die Venia legendi für das Fach Kunstgeschichte an der Staatliche Akademie der Bildenden Künste Stuttgart verliehen. Zu diesem Thema hatte bereits zuvor populär- wie wissenschaftlich publiziert.
Im Jahr 2025 wurde Schauerte zu einem der beiden Sprecher der Fachgruppe Kulturhistorische Museen und Kunstmuseen im Deutschen Museumsbund gewählt.

## Werke
Monographien
- Burg Pappenheim. Die Stammburg der Reichserbmarschälle des Heiligen Römischen Reiches Deutscher Nation (Veröffentlichungen der Deutschen Burgenvereinigung, Reihe D: Europäische Burgen und Schlösser, Bd. 1; zugl. Beiträge zur Kultur und Geschichte von Haus und ehemaliger Herrschaft Pappenheim 1), 48 S., ISBN 3-927558-08-7, Braubach 1998
- Die Ehrenpforte für Kaiser Maximilian I. Dürer und Altdorfer im Dienst des Herrschers (Kunstwissenschaftliche Studien Bd. 95), 490 S., ISBN 3-422-06331-5, München – Berlin 2001 (Rezension in: Historians of Netherlandish Art. Book Reviews [Larry Silver, University of Pennsylvania]) (urn:nbn:de:bsz:16-diglit-629016)
- Albrecht Dürer: Das große Glück. Kunst im Zeichen des geistigen Aufbruchs, Ausstellungskatalog Kulturgeschichtliches Museum Osnabrück, 229 S., ISBN 3-935326-91-2, Bramsche 2003 (Rezension in: IASL-online von Joachim Gruber, Universität Erlangen)
- Matthäus von Pappenheim (1458–1541): Leben und Werk eines Augsburger Humanisten. Mit einer Transkription der Wolfenbütteler Habsburger-Genealogie von 1526 (Beiträge zur Kultur und Geschichte von Haus und ehemaliger Herrschaft Pappenheim 5), Treuchtlingen – Berlin 2009
- Dürer: Das ferne Genie. Eine Biografie, Stuttgart (Philipp Reclam jr.) 2012
- Das Albrecht-Dürer-Haus in Nürnberg (Großer Kunstführer Nr. 158), Regensburg (Schnell & Steiner) 2015
- Dürer & Celtis. Die Nürnberger Poetenschule im Aufbruch, München (Klinkhardt & Biermann) 2015
- Neuer Geist und neuer Glaube. Dürer als Zeitzeuge der Reformation, Petersberg (Michael Imhof Verlag) 2017

Herausgeberschaft
- Mit Andreas Tacke: Der Kardinal. Albrecht von Brandenburg, Renaissancefürst und Mäzen, Kat.Ausst. Halle (Saale), Stiftung Moritzburg – Kunstmuseum des Landes Sachsen-Anhalt 2006, 2 Bde., hier: Bd. 1: Katalog, Regensburg 2006
- Die Dürer-Sammlung der Konrad Liebmann-Stfitung. Ein Rückblick auf zwölf Jahre. Mit Beiträgen von Eva Berger, Thomas Döring, Christian von Heusinger, Dominik von König und Thomas Schauerte, Hannover 2008
- Mit Jürgen Müller: Die gottlosen Maler von Nürnberg. Konvention und Subversion in der Druckgrafik der Beham-Brüder. Ausst.-Kat. Albrecht Dürer Haus Nürnberg, 31. März bis 3. Juli 2011 in Zusammenarbeit mit dem Sonderforschungsbereich 804 „Transzendenz und Gemeinsinn“. Edition Imorde, Emsdetten 2011, ISBN 978-3-942810-01-2.